# Пеллью, Эдвард, 5-й виконт Эксмут
Эдвард Эддингтон Харгривз Пеллью, 5-й виконт Эксмут (англ. Edward Addington Hargreaves Pellew, 5th Viscount Exmouth; 12 ноября 1890 — 17 августа 1922) — британский пэр.

## Биография
Эдвард Пелью родился 12 ноября 1890 года в Ньютон-Эбботе, Девон, Англия . Единственный сын Эдвард Пелью, 4-го виконта Эксмута (1861—1899), и Эдит Харгривз (1860—1914), дочери эсквайра и мирового судьи Томаса Хардгривза. В 1903 году Пеллью поступил в Королевский флот в возрасте тринадцати лет , затем осенью 1905 года отправился в Итонский колледж и продолжил свое образование в Тринити-колледже в Кембридже. В январе 1911 года он отправился в США, где провел не менее месяца, навещая родственников, включая свою тетю, миссис Софию Джексон. Он посетил США по крайней мере еще раз в 1913 году, когда он посетил Филадельфию и Вашингтон, округ Колумбия.
После колледжа он поступил в британскую армию, присоединившись к 7-му батальону обслуживания принцессы Шарлотты Уэльской (Королевский Беркширский полк). В январе 1915 года он получил сертификат пилота на биплане Мориса Фармана в аэропорту Шорхэм (теперь аэропорт Брайтон-Сити). Он провел остаток войны в Королевском летном корпусе, но в конечном итоге ему пришлось отказаться от своей карьеры в ВВС в 1918 году из-за язвенного колита. Он так и не восстановил свое здоровье и умер 17 августа 1922 года в Марилебоне, графство Лондон, после неудачной операции на кишечнике: Официальной причиной смерти была названа карцинома толстой кишки .
При жизни Эдвард Пеллью копил все свое полковое жалованье, а после его смерти накопленные сбережения были пожертвованы «… в Национальный фонд помощи принца Уэльского, заявив, что он не желает получать никакой материальной выгоды за свои заслуги перед страной во время войны». Почти все оставшееся его имущество перешло к его кузену, Эдварду Пеллью из По, Франция, который стал 8-м виконтом Эксмут в 1945 году.
Преемником Пеллью по титулу стал его двоюродный брат Генри Пеллью, проживавший в США.